# Cyclone (canción de 12012)
«Cyclone» (サイクロン?) —en español: «Ciclón»— es un sencillo de la banda japonesa 12012. Fue lanzado el 13 de junio de 2007, en tres versiones distintas, todas incluyen las canciones "Cyclone" y "butterfly", la edición limitada tipo A incluye un DVD con el PV de la canción que le da título al sencillo, la edición limitada tipo B incluye como bonus la canción "ambience" y la edición regular incluye la canción "survival".
Alcanzó el número # 20 en el ranking del Oricon Singles Weekly Chart.

## Lista de canciones
| Edición Regular (CD) |             |          |  |
| N.º                  | Título      | Duración |  |
| 1.                   | «Cyclone»   |          |  |
| 2.                   | «butterfly» |          |  |
| 3.                   | «survival»  |          |  |

| Edición Limitada Tipo A (CD) |             |          |  |
| N.º                          | Título      | Duración |  |
| 1.                           | «Cyclone»   |          |  |
| 2.                           | «butterfly» |          |  |

| Edición Limitada Tipo A (DVD) |                |          |  |
| N.º                           | Título         | Duración |  |
| 1.                            | «Cyclone» (PV) |          |  |

| Edición Limitada Tipo B (CD) |             |          |  |
| N.º                          | Título      | Duración |  |
| 1.                           | «Cyclone»   |          |  |
| 2.                           | «butterfly» |          |  |
| 3.                           | «ambience»  |          |  |